# تيم كازورينسكي
تيم كازورينسكي (بالإنجليزية: Tim Kazurinsky)‏ هو كاتب وكاتب سيناريو وممثل أمريكي، ولد في 3 مارس 1950 في الولايات المتحدة.

## أعمال

### أفلام
- (1980) مكان ما في الزمن

## وصلات خارجية
- تيم كازورينسكي على موقع IMDb (الإنجليزية)
- تيم كازورينسكي على موقع ألو سيني (الفرنسية)
- تيم كازورينسكي على موقع ميوزك برينز (الإنجليزية)
- تيم كازورينسكي على موقع أول موفي (الإنجليزية)
- تيم كازورينسكي على موقع قاعدة بيانات برودواي على الإنترنت (الإنجليزية)
- تيم كازورينسكي على موقع قاعدة بيانات الأفلام السويدية (السويدية)
- تيم كازورينسكي على موقع إن إن دي بي (الإنجليزية)
- تيم كازورينسكي على موقع ديسكوغز (الإنجليزية)
- تيم كازورينسكي على موقع قاعدة بيانات الفيلم (الإنجليزية)
- تيم كازورينسكي على موقع كينوبويسك (الروسية)